# Siphamia roseigaster
Siphamia roseigaster är en fiskart som först beskrevs av Ramsay och Ogilby, 1887.  Siphamia roseigaster ingår i släktet Siphamia och familjen Apogonidae. Inga underarter finns listade i Catalogue of Life.